# Aciagrion balachowskyi
Aciagrion balachowskyi is een libellensoort uit de familie van de waterjuffers (Coenagrionidae), onderorde juffers (Zygoptera).
De soort staat op de Rode Lijst van de IUCN als onzeker, beoordelingsjaar 2008.
De wetenschappelijke naam van de soort is voor het eerst geldig gepubliceerd in 1982 door Legrand.